# 阿富汗民主共和国武装力量

1980年—1987年的阿富汗军徽

阿富汗民主共和国武装力量（達利語：‎）是1978年—1992年阿富汗民主共和国的武装力量。1986年阿富汗人民民主党总书记穆罕默德·纳吉布拉提出“民族和解”政策后，该部队改名为阿富汗共和国武装力量。1992年4月，阿富汗人民民主党政权被伊斯兰圣战者推翻，该部队随之瓦解。